# Larry Dunn
Pour les articles homonymes, voir Dunn.
Larry Dunn, né le 19 juin 1953 à Denver, est un claviériste et directeur musical américain. Il est l'un des membres fondateurs du groupe Earth, Wind and Fire. Il a été intronisé au Rock and Roll Hall of Fame en 2000.

## Biographie
Né Lawrence Dunn, il effectue sa scolarité à l'East High School, à Denver, Colorado. Pendant ses années avec Earth, Wind & Fire, Dunn a produit, interprété, composé et arrangé pour d'autres artistes, comme Dee Dee Bridgewater, Caldera, Ramsey Lewis, Ronnie Laws, Stanley Turrentine, Sylvia St. James, Lenny White avec Twennynine et bien d'autres.
Larry Dunn a également tourné avec Al McKay et ses L.A. Stars. Il est , avec l'ex-clavier de Earth, Wind & Fire Morris Pleasure et l'ex-guitariste du même groupe Sheldon Reynolds, un des membres fondateurs du groupe Devoted Spirits.
Le premier album, Devoted Spirits: A Tribute to Earth Wind and Fire, contient des reprises des classiques de Earth, Wind & Fire, mais aussi de nouvelles compositions. Un deuxième album, The Answer a paru en 2007.
Larry Dunn et sa femme Luisa sont propriétaires de Source Productions et produisent de la musique pour la télévision, les films et des publicités commerciales, en plus de leur travail avec d'autres musiciens.Larry Dunn a fait plusieurs apparitions dans le Jazz Matrix Show sur Solar Radio avec Michael J. Parlett. Le second album solo de Dunn est sorti en 2011, précédé du single Finally, une collaboration avec Beloyd Taylor et James Ingram.